# Duopoli
Un duopoli és una forma d'oligopoli en la qual hi ha dos productors d'un bé o firmes en un mercat. En economia s'estudia com una forma d'oligopoli donada la seva simplicitat.
Parlem de duopoli quan dues empreses ofereixen el mateix producte davant una demanda competitiva coneguda. Donat que les dues empreses tenen per objectiu principal aconseguir el màxim benefici, han de determinar quins preus i quantitats ho faran possible. Això es realitza a partir de conjectures al voltant de l'actitud de l'altra empresa.
L'economia estudia el comportament de les dues empreses basant-se en models establerts, ja que el ventall de possibles conjectures és infinit.

## Conjectures de Cournot
Malgrat que es doni per suposat que les empreses cercaran el màxim benefici (són econòmicament racionals), el comportament de les dues empreses segueix sense estar definit. August Cournot va proposar un model en el qual considerava que els agents tenien en compte el comportament de l'altra empresa com una simple dada, de manera que se simplifiquen les relacions de causa-efecte que es produeixen entre les empreses.

### Duopoli de Cournot
Seguint les conjectures esmentades, es va proposar un model de duopoli que explicava com actuarien les empreses. El model parteix de les bases següents:
- Tenim dues empreses que comercialitzen el mateix producte.
- Les dues coneixen la demanda per a qualsevol preu.
- Les dues empreses decideixen la quantitat que produiran en funció de les conjectures de Cournot, és a dir, les accions de l'altra empresa són únicament una dada relativa a la demanda restant.
- Amb la demanda restant s'aplica la maximització del benefici per trobar la quantitat òptima.

Totes dues empreses van variant la seva demanda fins a arribar a l'equilibri de Cournot. No es realitzen transaccions efectives fins que no s'arriba a aquest determinat equilibri, segons el qual les dues empreses maximitzen beneficis. Si considerem el concepte d'eficiència en el sentit de Pareto observem que els beneficis totals en un duopoli de Cournot són superiors als que s'obtindria d'existir un monopoli i inferiors als que es produeixen en casos de competència perfecta. No obstant això, els beneficis de les empreses són inferiors que els que obtindrien en cas de convertir-se en un càrtel.
Les dificultats de convertir-se en un càrtel resideixen en: 
a) és difícil controlar que l'altra empresa no trenqui l'acord i
b) la llei ho prohibeix en molts casos.

## Duopoli de Stackelberg
El model anterior, tot i que és útil a nivell teòric, presenta una gran debilitat: no és realista pensar que les empreses simplement prenen les accions de l'altra empresa com una dada sense més consideracions. L'any 1934 Stackelberg proposà un model de duopoli dinàmic, en el qual les decisions no són preses de forma simultània com en el de Cournot, sinó que de forma seqüencial.
La primera empresa (directora) efectua les seves decisions en funció de la segona (seguidora), de la qual té informació. Això li proporciona un gran avantatge comparatiu que es tradueix en uns beneficis superiors que amb el duopoli de Cournot. Per obtenir l'equilibri en competència del duopoli utilitzem la tècnica del backward induction, és a dir, es calcula en primer lloc la maximització del benefici del seguidor i posteriorment determinem la corba de reacció a partir de la seva regla de comportament.

## Duopoli de Bertrand
L'any 1833 Joseph Bertrand va preguntar-se per què s'assumia que les empreses fixaven primer la quantitat i després el preu, i si no seria més lògic fer-ho a l'inrevés. El problema que això planteja és que si busquem un equilibri en el preu sempre arribarem al valor de la competència perfecta, que comporta un benefici nul per part de les empreses (és per aquesta raó per la qual les empreses fixen preus ex-ante, i no es deixa tot en mans del mercat
Per evitar tal cosa s'assumeix que les capacitats productives no són il·limitades (Edgeworth, 1921). Això pren sentit quan apliquem una funció de costos marginals creixent
Les dificultats en trobar l'equilibri expliquen per què aquest model, malgrat plantejar una hipòtesi més adequada amb la realitat (primer es fixen preus, després quantitats), ha quedat en un terme menys important que la de Cournot pel que fa a l'estudi del duopoli.